# Utrechtse Heuvelrug (stuwwal)
De Utrechtse Heuvelrug is een zandrug in het landschap van de Nederlandse provincies Utrecht en Noord-Holland tussen de randmeren in het noordwesten en de Rijn in het zuidoosten. De contouren van de lange heuvelrug die van Huizen tot Rhenen loopt, tekenen zich overal duidelijk af. De Utrechtse Heuvelrug heeft meerdere 'toppen' boven de 50 meter. Het hoogste punt is de Amerongse Berg met 69,2 meter boven zeeniveau. Het zuidelijkste punt is de Grebbeberg.
De Utrechtse Heuvelrug heeft veel bos. Daarnaast bevinden er zich een aantal heidegebieden en enkele stuifzanden. Het gebied strekt zich van het Gooimeer tot de Nederrijn uit over een totale lengte van circa 50 km. De totale oppervlakte is ongeveer 23 000 hectare. Daarmee is het na de Veluwe het grootste bosgebied van Nederland.
De Heuvelrug is een van de vijf grote landschapseenheden in de provincie Utrecht. De andere zijn:
- het westelijke veenweidegebied, dat een deel vormt van het Groene Hart van Holland
- het Vecht- en Plassengebied, ten noorden van de stad Utrecht
- het Kromme Rijngebied, ten zuidoosten van de stad Utrecht
- het Eemland, ten noorden van Amersfoort

## Ontstaan
De Utrechtse Heuvelrug is zo'n 150.000 jaar voor Christus ontstaan in het Saalien. Vóór die tijd stroomden Rijn en Maas verder naar het noorden dan tegenwoordig, ongeveer op de plek waar nu de Gelderse Vallei ligt. Voorafgaand aan de ijsbedekking hadden deze rivieren daar dikke lagen zand en grind afgezet. Toen in het Saalien het ijs tot dit deel van Nederland oprukte werden deze rivierafzettingen opgestuwd in hoge stuwwallen, zoals de Utrechtse Heuvelrug.
Aan de rand van het ijs zocht smeltwater zijn weg door zwakke plekken in de stuwwal en ontstonden er ijssmeltwaterdalen. Een voorbeeld is de Darthuizerpoort bij Leersum, waar de weg van Leersum naar Maarsbergen is aangelegd (later de N226). Het sediment dat door deze smeltwaterstromen geërodeerd werd, werd in grote sandrvlakten aan de westrand van de Utrechtse Heuvelrug afgezet. Dit verklaart waarom de helling aan deze kant veel flauwer is dan aan de oostkant. Op deze sandrs zijn ook zwerfkeien te vinden die meegespoeld zijn met het smeltwater uit de ijskap.
In de latere ijstijd (het Weichselien) kwamen de gletsjers niet tot in Nederland, maar was de bodem wel permanent bevroren (permafrost). Door de toen heersende harde winden werden lagen dekzand afgezet, met name aan de flanken van de Utrechtse Heuvelrug. Hierdoor breidde de Heuvelrug zich een stukje naar het oosten uit. Het gebied ten oosten van de Leusderheide bijvoorbeeld, waarop het landgoed Den Treek is gevestigd, behoorde aanvankelijk tot de Gelderse Vallei maar werd in deze periode opgehoogd met het dekzand.

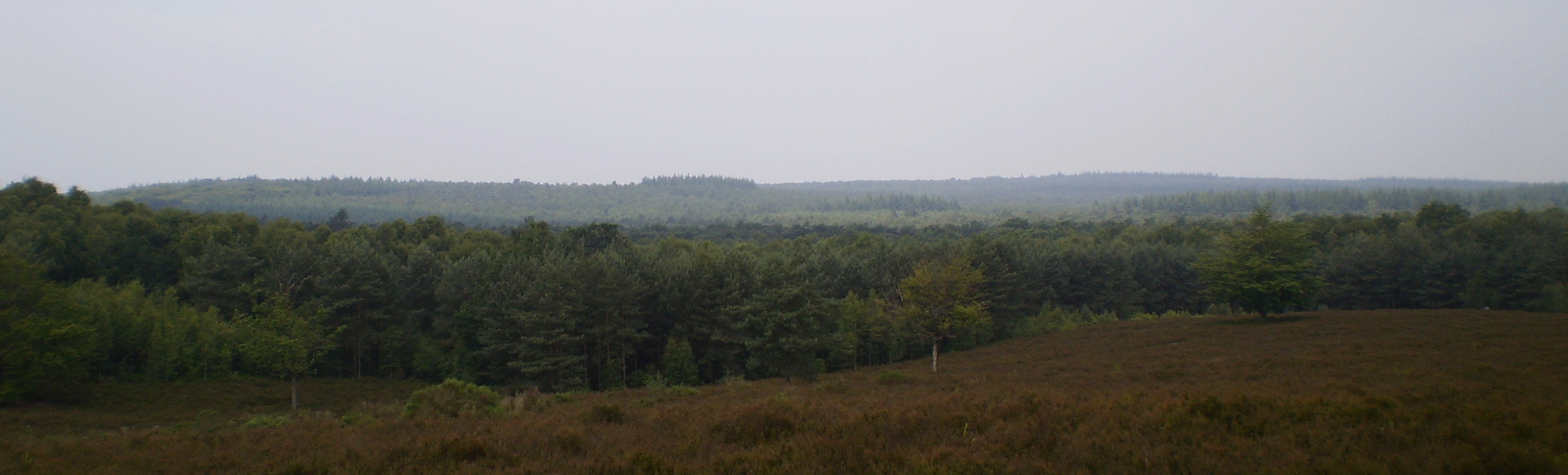
Utrechtse Heuvelrug gezien vanaf de Elsterberg

Boven op de Utrechtse Heuvelrug vond erosie plaats in deze koude periode. Door de aanwezigheid van permafrost in het voorjaar kon smeltwater van de sneeuw niet makkelijk in de ondergrond infiltreren. Het gevolg was dat het water zich ging concentreren in stromen en de ondergrond ging eroderen waardoor de sneeuwsmeltwaterdalen (of droge dalen) gevormd werden. Deze zijn echter niet zo groot als de ijssmeltwaterdalen gevormd in het Saalien. De Rijn erodeerde de stuwwal aan de zuidkant, dit komt nu nog tot uiting in de steile helling van de Grebbeberg.
Toen het klimaat na het Weichselien opwarmde, is het gebied bebost geraakt. Tijdens de Late Steentijd nam de bevolking met name in de hoger gelegen delen van Nederland zoals de Utrechtse Heuvelrug sterk toe. Het bos werd gekapt om landbouw en veeteelt te bedrijven. Vanaf de IJzertijd tot de Vroege middeleeuwen verplaatste de landbouw zich geleidelijk naar lager gelegen gebieden en kreeg de veeteelt de overhand. Op de droge heuvelrug ontstonden heidevelden en stuifzanden. Pas in de negentiende en twintigste eeuw werden op grote delen opnieuw bossen aangelegd.
De Utrechtse Heuvelrug is een aardkundig waardevol gebied. De heuvelrug vertoont de typische elementen die behoren bij een stuwwal, zoals het representatieve smeltwaterdal van de Darthuizerpoort en de goed ontwikkelde sandr van de Leusderheide. Ook de steile hellingen van de Grebbeberg zijn een opvallend verschijnsel in Nederland. De Grebbeberg was het eerste door een provincie Utrecht aangewezen aardkundig monument.

## Heuvels

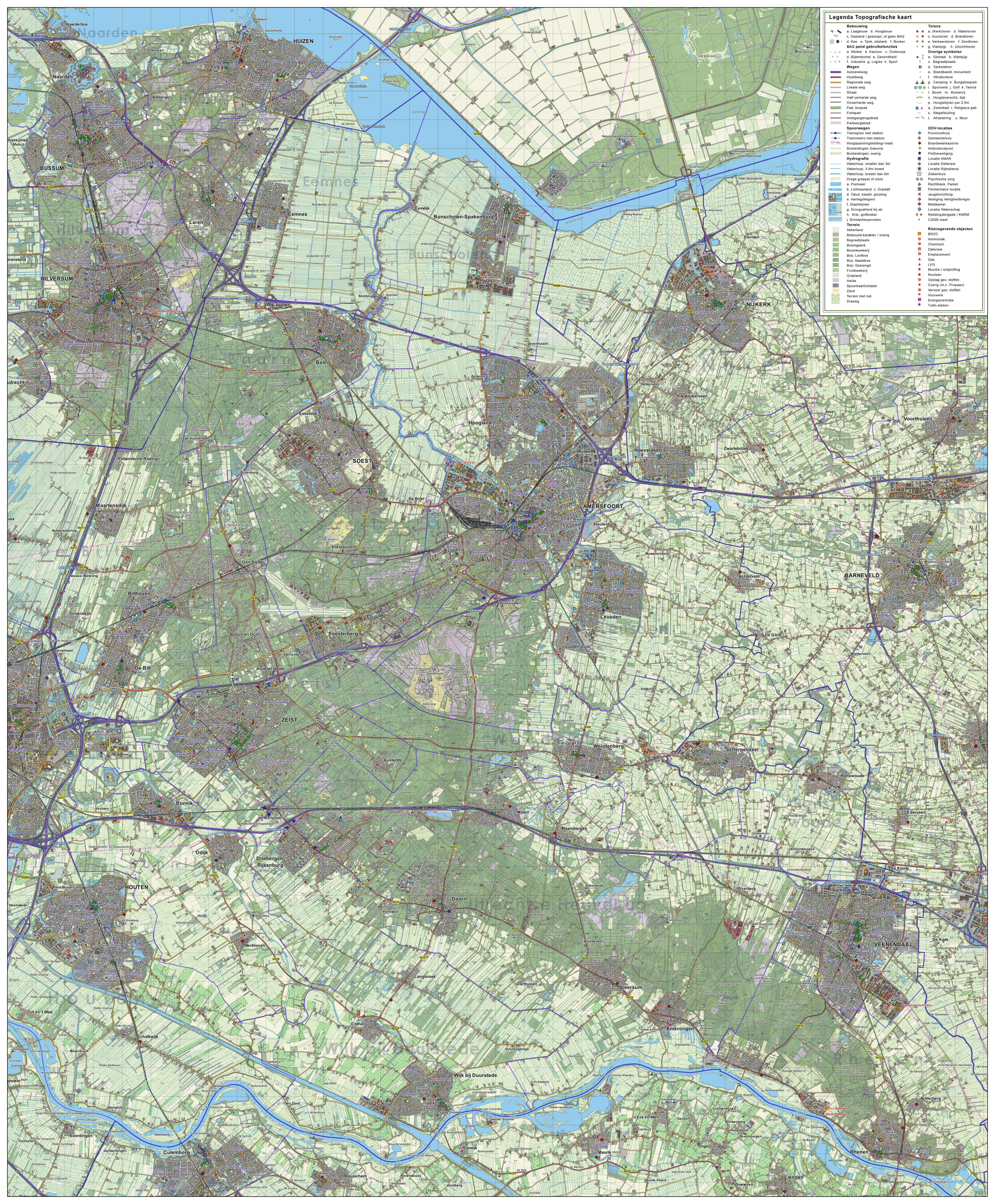
Topografie van de Heuvelrug met schaduwreliëf

De Utrechtse Heuvelrug bestaat uit een aantal toppen die een specifieke naam gekregen hebben. Dit zijn onder andere de:
- Amerongse Berg 69,2 m - Amerongen
- Amersfoortse Berg 44,0 m - Amersfoort
- Buurtsche Berg 59,9 m - Rhenen
- Darthuizerberg 48,0 m - Leersum
- Donderberg 36,0 m - Leersum (met graftombe en belvédère)
- Donderberg 35,0 m - Rhenen
- Doornse Kaap 53,0 m - Doorn (met uitzichttoren)
- Elsterberg 62,5 m - Elst
- Foldocusheuvel 38,0 m - Maarsbergen
- Galgenberg 45,0 m - Amerongen/Elst
- Geerenberg 45,0 m - Leersum
- Grebbeberg 52,0 m - Rhenen
- Hazenberg 51,0 m - Amerongen
- Koerheuvel 51,0 m - Rhenen
- Laarschenberg 48,0 m - Rhenen
- Leersumse Berg 35,0 m - Leersum
- Lombokheuvel 34,0 m - Leersum
- Maarnse Berg 41,1 m - Maarn
- Paasheuvel 52,9 m - Rhenen
- Prattenburgse Berg 53,0 - Elst
- Ruiterberg 57,9 m - Doorn
- Sint-Helenaheuvel 40,3 m - Doorn
- Soester Eng 18,0 m - Soest
- Sparreboomsche Berg 54,8 m - Elst
- Stompert 51,0 m - Soest
- Thymse Berg 48,5 m - Rhenen
- Vlakke Berg 65,7 m - Amerongen
- Zonheuvel 46,4 m - Doorn
- Zuilensteinse Berg 52,2 m - Leersum

## Natuur
De Heuvelrug is een in geologisch en ecologisch opzicht waardevol gebied. Het is na de Veluwe het grootste bosgebied van Nederland. Het is aangemerkt als een kerngebied van het Natuurnetwerk Nederland. Het zuidelijk deel is in 2003 een Nationaal Park geworden.

Het gebied is echter versnipperd geraakt als gevolg van bebouwing en infrastructuur: voor veel diersoorten vormt de Heuvelrug geen aaneengesloten leefgebied meer, maar een onsamenhangend geheel van kleine populaties die vaak ver uit elkaar liggen. Daardoor bestaat het risico van uitsterven. Sinds de jaren 10 wordt hard gewerkt aan het tegengaan van deze versnippering van de natuur. De provincie Utrecht, Rijkswaterstaat, Het Utrechts Landschap, Natuurmonumenten, het Goois Natuurreservaat, Staatsbosbeheer, het IVN en andere organisaties werken samen, o.a. om ecoducten aan te leggen, waarbij de overbrugging van autosnelwegen de hoogste prioriteit heeft.

### Nationaal Park Utrechtse Heuvelrug
In oktober 1999 werd het zuidelijke deel van de heuvelrug een Nationaal Park in oprichting. Op 11 oktober 2003 opende de minister van Landbouw, Natuur en Voedselkwaliteit dit Nationaal Park Utrechtse Heuvelrug officieel. Het was bij de oprichting 6000 ha. groot, in 2013 werd dit 10.000 ha. Ruwweg gesproken omvat het Nationaal Park het deel van de Utrechtse Heuvelrug ten zuiden van de A28.

### Oude boskernen op de Heuvelrug
Onder auspiciën van de provincie Utrecht is in 2001 en 2002 onderzoek gedaan naar het voorkomen van oude boskernen op het Utrechtse deel van de Heuvelrug. Een oude boskern wordt in het onderzoek gedefinieerd als een:
"actuele groeiplaats van autochtone (=wilde) bomen en struiken die afstammelingen zijn van de oorspronkelijke inheemse flora die na de ijstijd op eigen kracht Nederland heeft bereikt. De groeiplaats kan zowel een bos betreffen alsook een houtwal of een enkele boom of struik welke als relict van het oorspronkelijke bos te beschouwen is."
Op de Heuvelrug zijn in totaal enkele honderden van zulke oude boskernen gevonden. Ze bestaan voor een groot deel uit voormalig hakhout van vooral zomereik. Ook wintereiken en beuken komen op de Heuvelrug plaatselijk voor in de vorm van hakhout.
Oude boskernen zijn onder andere waardevol omdat ze een grote biodiversiteit bezitten, leefmilieus voor bijzondere planten en dieren scheppen en een hoge belevingswaarde voor de recreant bezitten. Zo zijn er dieren als boommarter, rosse vleermuis, franjestaart en bijzondere soorten loopkevers te vinden. De boskernen vertegenwoordigen niet alleen een grote ecologische, maar ook een belangrijke cultuurhistorische waarde.
Op sommige delen van de Heuvelrug komen concentraties van oude boskernen voor. Deze plaatsen worden in het onderzoeksverslag aangeduid als 'sterlocaties', dit zijn:
- bossen van de Grebbeberg
- bosreservaat Het Jagtbos bij de Elsterberg
- bossen ten oosten van Klein Ginkel bij Amerongen
- De Stompert en De Vlasakkers
- Leusderheide
- Soester Duinen
- Zevenlindenweg en andere lanen bij Lage Vuursche

## Bewoning

### Geschiedenis
Op de Utrechtse heuvelrug bij Rhenen gevonden vuurstenen gereedschappen van 100.000 tot 150.000 jaar voor Christus, later vC (Midden-paleolithicum) behoren tot de oudste vondsten in Nederland ten noorden van Zuid-Limburg. In het Laat-paleolithicum nemen de vondsten toe en vinden we ook nederzettingsresten (Weichselien, ca. 13.000-9000 vC).

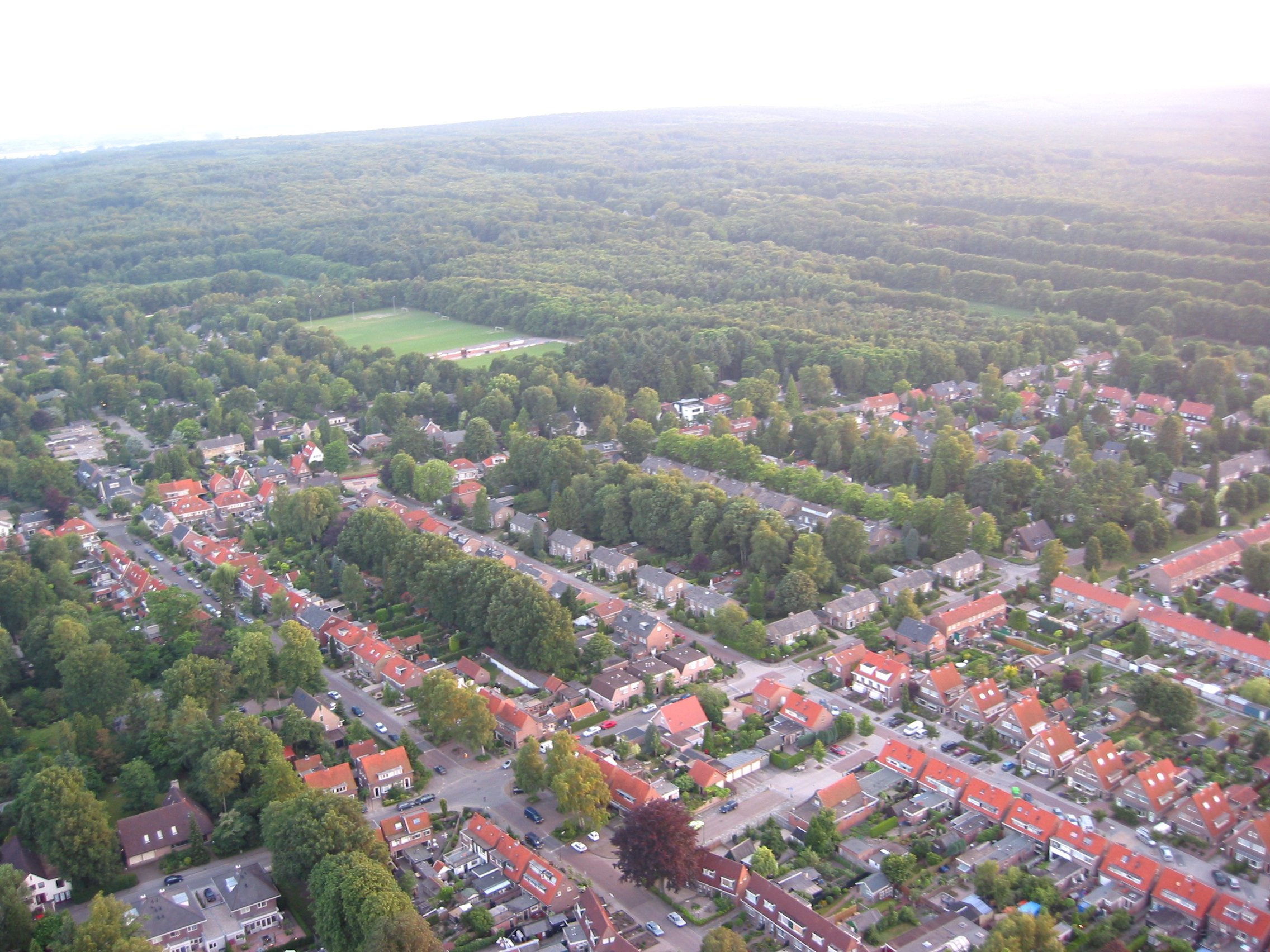
Utrechtse Heuvelrug gezien vanuit Veenendaal

Tijdens het Mesolithicum (circa 9000-4500 vC) verbeterde het klimaat en nam de bevolking van jagers en verzamelaars toe. In het Vroeg-Neolithicum (circa 5000-4000 vC) ontstond de eerste landbouw en veeteelt. Samenhangend met de sterke bevolkingsgroei en sociale ontwikkeling van het Laat-Neolithicum (circa 3100-2100 vC) ontstaan de eerste grafheuvels op de heuvelrug.
In de Vroege middeleeuwen maakte de Heuvelrug deel uit van de gouw Flethite. Vanaf deze tijd ontstonden de engdorpen. Deze lagen op de overgangen van de heuvelrug naar de lagere gebieden. Kenmerk van deze vroegmiddeleeuwse nederzettingen was het gemeenschappelijk gebruik van de grond. De boerderijen lagen bij elkaar aan een centrale open ruimte, de brink. Rondom de dorpen lagen op de hogere gronden de engen, de akkers, omheind door een houtwal. Daarnaast werden bosjes in standgehouden als eikenhakhout. Op de meer vochtige terreinen lagen de onverkavelde weidegronden, de meent. Verderop lagen de hooilanden, de maten. Boven op de stuwwal lag het veld, onontgonnen bos, heide en veen. Engdorpen aan de zuidwestrand van de Heuvelrug zijn Rhenen, Elst, Amerongen, Leersum en Doorn. Aan de noordoostrand liggen Soest, Baarn, Oud-Leusden, Woudenberg, Maarn en Maarsbergen.
In de vroege middeleeuwen strekte het zogenoemde Westerwoud zich nog uit van Rhenen tot Zeist, en in het noorden tot Amersfoort. Met de komst van schaapskudden traden in de periode van de elfde tot de veertiende eeuw grote veranderingen in. De schapen begraasden de woeste gronden, die zich tot heidevelden ontwikkelden. 's Nachts verbleven de schapen in schaapskooien bij de boerderijen. In deze potstallen deponeerden ze hun mest op heideplaggen. Dit werd vervolgens op de akkers gebracht. De akkers werden als gevolg van de eeuwenlange bemesting opgehoogd. Tegelijkertijd verdwenen in het veld de bossen. Wat overbleef waren uitgestrekte, open heidevelden en stuifzanden. Uiteindelijk was praktisch al het oorspronkelijke bos van de Heuvelrug verdwenen. De Heuvelrug op liepen alleen de brede schapendriften, de wegen waarlangs de schapen trokken van de stal naar de heide. Deze zijn nog in het landschap terug te vinden.
Vanaf de 17e eeuw werd langs de warme zuidhelling van de stuwwal bij Elst en Amerongen tabak geteeld. Enkele tabaksschuren zijn bewaard gebleven.

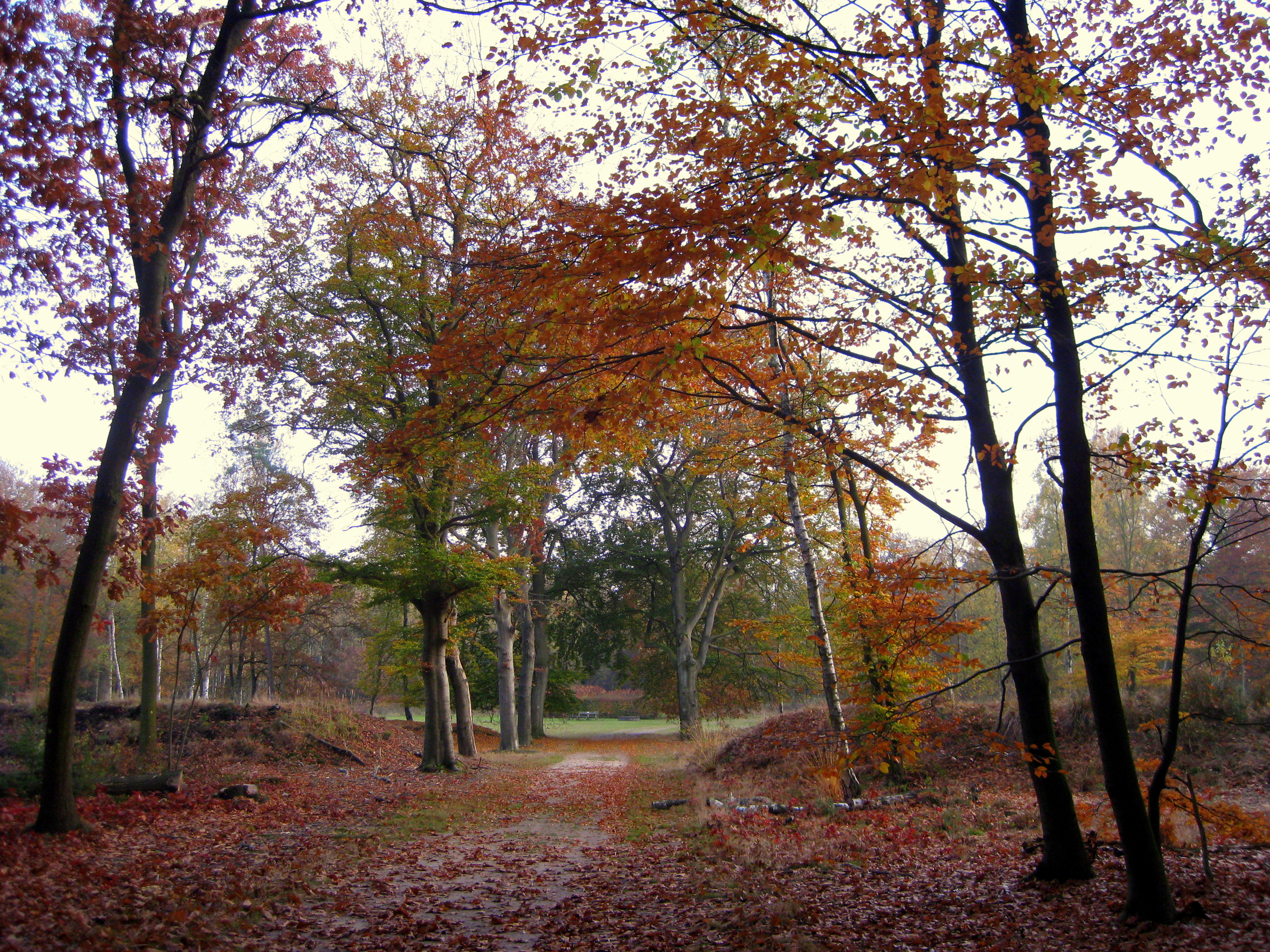
Wallenburg

In 1797 vestigde de Franse hugenoot Jean Marie D'Amblé zich op de heide ten oosten van Zeist. Hij bouwde er een huis, de Wallenburg (genoemd naar de wallen die het stuifzand tegen moesten houden) en deed de eerste pogingen de heide voor landbouw geschikt te maken. Daarvoor gebruikte hij paardenmest, afkomstig van de napoleontische troepen die in 1804 onder De Marmont op het Kamp van Zeist gelegerd waren. Het zou echter tot het eind van de negentiende eeuw duren voordat de meeste woeste gronden weer werden omgevormd tot bossen, met de grootschalige aanplant van naaldbomen. De bossen leverden grondstof voor leerlooierijen (eikenschors), brandhout en mijnhout.
Aan het eind van de zeventiende eeuw worden langs de randen van de Heuvelrug de eerste landgoederen en buitenplaatsen gesticht. Dat proces raakt in een stroomversnelling in de negentiende eeuw. Dan begint men ook de heide te ontginnen en bebossen. Toen in 1815 de weg van De Bilt naar Rhenen werd bestraat, nam het aantal buitenplaatsen sterk toe. In het zuidelijke deel zijn thans nog circa 80 buitenplaatsen te herkennen in het gebied van "De Stichtse Lustwarande".

### Overzicht van gemeenten op de Utrechtse Heuvelrug
- Amersfoort
- Baarn
- De Bilt
- Hilversum
- Leusden
- Rhenen
- Soest
- Utrechtse Heuvelrug
- Woudenberg
- Zeist

De gemeentes van het Gooi worden in bestuurlijke zin niet tot de Utrechtse Heuvelrug gerekend.